# Grace Akello

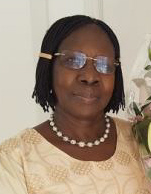
Grace Akello

Dinah Grace Akello (geboren 1950) ist eine ugandische Dichterin, Volkskundlerin und Politikerin. Seit 2017 ist sie die ugandische Botschafterin in Indien.

## Privatleben
Dinah Grace Akello entstammt dem Volk der Iteso und wurde in der Nähe von Soroti im Osten Ugandas geboren. Sie studierte Sozialverwaltung und Sozialarbeit an der Makerere-Universität in Kampala. 1979 floh sie vor dem Regime von Idi Amin ins Exil nach Tansania. 1983 heiratete Akello Hugh Mason, sie haben zusammen vier Söhne und leben in Kenia.

## Berufliche Tätigkeit
Akello arbeitete in Kenia und Tansania als Herausgeberin von Magazinen. Nach einer Reise nach England in den 1980er Jahren wurde sie Assistant editor im Sekretariat des Commonwealth. Diese Position hatte sie von 1983 bis 1990 inne.

## Politisches Wirken
1990 kehrte Akello nach Uganda zurück und bildete eine Kommission, die die Vertreibung und Tötung von Iteso während des Amin-Regimes aufarbeitete. Die Kommission bestand bis 1996. 1996 wurde Akello Mitglied des ugandischen Parlaments, 1999 wurde sie zur Ministerin für Genderfragen, Arbeit und Soziales ernannt.
Von 1999 bis 2003 war sie als Ministerin für Mikrofinanz-Initiativen tätig, danach leitete sie das Ministerium für Norduganda, bis sie 2006 das Amt verlor. Im März 2014, während ihrer Tätigkeit als Hochkommissarin Ugandas in Malta, sagte Akello, dass die Kontroverse um Kriminalisierung der Homosexualität in Uganda »jedes Maß verloren« habe. Nach einer Station als Botschafterin in Italien leitet Akello seit 2017 die ugandische Vertretung in Neu-Delhi.

## Rezeption
1992 wurde ihr Gedicht »Encounter« aus der Sammlung My Barren Song in Margaret Busbys Anthologie Daughters of Africa aufgenommen, in der die wichtigsten Autorinnen afrikanischer Herkunft repräsentiert sind.

## Werke
- My Barren Song. Dar es Salam, Tansania: Eastern African Publications, 1979.
- Iteso Thought Patterns in Tales. Dar es Salaam University Press, 1981.
- Self Twice-Removed: Ugandan Woman. London: Change International Reports, 1982.